# Contextuele therapie
Contextuele therapie is een psychotherapie die voortkomt uit de visie van de Hongaars-Amerikaanse psychiater Ivan Boszormenyi-Nagy op het menselijk leven en relaties.
De grondlegger van de contextuele therapie is de Hongaars-Amerikaanse psychiater Ivan Boszormenyi-Nagy (uitgesproken als Nadj). Hij volgde een route van studie en praktijk van individueel werkend psychiater, via de ontwikkeling van gezins- en systeemtheorie, naar een eigen idee van kijken naar mensen, relaties en problemen. Een kijken naar de relationele werkelijkheid van iedere persoon en de ethische consequenties daarvan, die hij Contextuele Therapie noemde.
In gesprekken met cliënten kwam Nagy begrippen als onrechtvaardigheid, rechtvaardigheid, betrouwbaarheid en loyaliteit tegen. Hij ontdekte dat mensen een rechtvaardige balans willen hebben tussen geven en nemen: als mensen geven, ontstaat er een soort recht op ontvangen en als mensen iets niet goed gedaan hadden, zij vanuit een besef van "schuldig zijn" iets wilden doen om het goed te maken. Bovenstaande begrippen en dit taalgebruik kregen in de psychologie nauwelijks of geen aandacht; ze behoorden tot het taalgebied van de relationele ethiek. Het begrip relationele ethiek kreeg bij Nagy een bepaalde betekenis. Hij bedoelde daarmee een universeel gegeven; een eerlijke verdeling tussen geven en nemen in menselijke verhoudingen en de rechtvaardige balans tussen verdiensten en verplichtingen. Dit werkte Nagy in de loop der jaren verder uit.
Nagy gaat ervan uit dat ethiek het "mens zijn zelf" is. Volgens Nagy weet ieder mens ten diepste: een ander is aangewezen op mij en ik ben aangewezen op die ander. Het fundament is dus de relatie. Als men het bijvoorbeeld heeft over recht, dan kan men erover praten en denken alsof 'recht' bestaat als absoluut begrip. Maar 'recht' bestaat niet, maar kan alleen gedaan worden. Daarmee wordt 'recht' een relationeel ethisch begrip, dat alleen in samenspraak met anderen werkelijkheid kan worden. Deze begrippen moeten niet gezien worden als een onderdeel van een waardesysteem en niet worden verward met dogmatische uitgangspunten. Dan worden deze begrippen nieuwe dogma's, waaronder mensen gebukt kunnen gaan. 
Nagy is in de loop van zijn ontwikkeling, midden in de jaren vijftig, bekend geraakt met de werken van Martin Buber (1878-1965) en Levinas. Hij heeft in hun geschriften herkenning gevonden voor zijn ideeën van relationele ethiek. Met de ontwikkeling van zijn ideeën is er steeds minder nadruk komen te liggen op pathologie en steeds meer op het opsporen van bronnen van vertrouwen, het ondernemen van acties binnen familieverbanden om aan de balans tussen geven en nemen te werken. 
Nagy onderscheidt in zijn contextuele benadering een viertal dimensies, die de werkelijkheid bepalen:
1. De dimensie van de feiten: gegevenheden van genetische aard, ras, sekse, lichamelijke gezondheid, financiële situatie, werkzaamheden enz.
2. De dimensie van de psychologie: het intrapsychische van elk mens. Het verwijst naar egokracht, basisbehoeften, afweermechanismen, fantasieën, leerprocessen enz.
3. De dimensie van de transacties: het interpsychische, wat er tussen mensen gebeurt. Het verwijst naar communicatie- en interactiepatronen, systemen, subsystemen, rollenpatronen, macht, coalities enz. Dit is het gebied waarop de gezinstherapie zich richt.
4. De dimensie van de relationele ethiek: de rechtvaardigheid van de relatie. Het verwijst naar loyaliteit, betrouwbaarheid, verantwoordelijkheid, de balans van verworven verdiensten en verschuldigd zijn binnen een relatie enz.

Later voegde Nagy een 5e dimensie toe: de dimensie van de ontology.
Nagy legt de nadruk op de vierde dimensie. Als een kind bijvoorbeeld geen erkenning krijgt van haar ouders, dat zij er mag zijn, dat zij waard is om te leven, hoe zal zo'n kind later als ouder van haar eigen kinderen erkenning en waardering kunnen geven. Bij Nagy blijft het niet bij deze constatering. Samen met zijn cliënten gaat hij op zoek naar bronnen van vertrouwen. In dit genoemde voorbeeld gaat hij op zoek naar wat er speelde in de relatie tussen ouder en grootouder. Hij probeert van het "monster" opa en/of oma weer een mens te maken. Hij gaat op weg om vader of moeder weer kind te laten worden van zijn of haar ouders. Pas wanneer iemand kind van zijn of haar ouders kan worden, kan hij of zij echt vader of moeder van de eigen kinderen worden. Dan behoeft men wat niet gekregen is, niet bij de kinderen weg te halen. Dan worden relaties weer rechtvaardig en betrouwbaar. Deze ethische overwegingen vormen de basis, waarop technieken geënt kunnen worden.
Met andere woorden, als een therapeutische aanpak uitgaat van relationele ethiek, bijvoorbeeld rechtvaardigheid die gedaan moet worden tussen mensen, dan worden interventies daardoor bepaald. Interventies en vragen die altijd gericht moeten zijn op het leggen van verbindingen met anderen.
De invalshoek van Nagy is meerzijdige partijdigheid. Bij contextuele therapie richt men de zorg op alle personen die door de therapie beïnvloed worden.
In diverse kerken wordt door predikanten, pastoors en pastoraal medewerkers de contextuele therapie gebruikt in de vorm van contextueel pastoraat.